# Luan Patrick
Pour les articles homonymes, voir Luan.
Luan Patrick Wiedthauper dit Luan Patrick ou plus simplement Luan, né le 20 janvier 2002 à Carazinho au Brésil, est un footballeur brésilien qui évolue au poste de défenseur central à l'Estrela da Amadora.

## Biographie

### Atlético Paranaense
Né à Carazinho au Brésil, Luan Patrick commence le football au SC Internacional mais il n'est pas conservé par le club, les dirigeants estimant qu'il ne deviendrait pas défenseur. Il rejoint ensuite l'EC Juventude où il reste six mois, puis il poursuit sa formation au Figueirense FC. Le jeune joueur gagne en régularité et se fait remarquer par plusieurs clubs, dont l'Atlético Paranaense, qu'il rejoint en septembre 2018 pour poursuivre sa formation.
Il intègre l'équipe première en février 2020. Le 2 juillet 2020, Luan Patrick prolonge son contrat avec l'Atlético Paranaense jusqu'en 2024, alors que le joueur commence à susciter l'intérêt de clubs européens, comme l'Eintracht Francfort.

### En équipe nationale
Luan est sélectionné avec l'équipe du Brésil des moins de 17 ans pour participer à la Coupe du monde des moins de 17 ans qui a lieu au Brésil. Il a un rôle de titulaire lors de ce tournoi, jouant les sept matchs de son équipe dans leur intégralité. Il est donc présent lors de la finale face au Mexique, durant laquelle le Brésil s'impose sur le score de deux buts à un.

## Palmarès
Équipe du Brésil des moins de 17 ans
- coupe du monde des moins de 17 ans
  - Vainqueur en 2019.

## Statistiques
| Saison                | Club                  | Championnat           | Championnat | Championnat | Championnat | Coupe(s) nationale(s) | Coupe(s) nationale(s) | Coupe(s) nationale(s) | Compétition(s) continentale(s) | Compétition(s) continentale(s) | Compétition(s) continentale(s) | Compétition(s) continentale(s) | Ligue régionale | Ligue régionale | Ligue régionale | Total | Total | Total |
| Saison                | Club                  | Division              | M.          | B.          | P.d.        | M.                    | B.                    | P.d.                  | Comp.                          | M.                             | B.                             | P.d.                           | M.              | B.              | P.d.            | M.    | B.    | P.d.  |
| 2020                  | Atlético Paranaense   | Série A               | 1           | 0           | 0           | -                     | -                     | -                     | CL                             | -                              | -                              | -                              | 4               | 0               | 0               | 5     | 0     | 0     |
| 2021                  | Atlético Paranaense   | Série A               | 2           | 0           | 0           | -                     | -                     | -                     | CS                             | 1                              | 0                              | 0                              | 8               | 0               | 0               | 11    | 0     | 0     |
| 2022                  | Atlético Paranaense   | Série A               | -           | -           | -           | -                     | -                     | -                     | CL                             | -                              | -                              | -                              | 9               | 0               | 0               | 9     | 0     | 0     |
| Sous-total            | Sous-total            | Sous-total            | 3           | 0           | 0           | 0                     | 0                     | 0                     | -                              | 1                              | 0                              | 0                              | 21              | 0               | 0               | 25    | 0     | 0     |
| 2022                  | América-MG (prêt)     | Série A               | 9           | 0           | 0           | 2                     | 0                     | 0                     | -                              | -                              | -                              | -                              | -               | -               | -               | 11    | 0     | 0     |
| Total sur la carrière | Total sur la carrière | Total sur la carrière | 12          | 0           | 0           | 2                     | 0                     | 0                     | -                              | 1                              | 0                              | 0                              | 21              | 0               | 0               | 36    | 0     | 0     |